# 扎斯塔瓦M91狙擊步槍
扎斯塔瓦M91（塞爾維亞語：Застава М91）是由南斯拉夫扎斯塔瓦武器公司研製及生產的一款半自動狙擊步槍。

## 歷史
據扎斯塔瓦武器指出，M91是經過漫長和細緻的研究而得出的成果，而該槍亦是透過在最具作戰經驗和能力的特種部隊監督下研製的。雖說如此，M91的設計明顯是受到蘇聯德拉古諾夫狙擊步槍的影響。
目前塞爾維亞軍隊以扎斯塔瓦M91作制式狙擊步槍，並逐漸取代過時的扎斯塔瓦M76。

## 設計
扎斯塔瓦M91是一款使用長行程導氣式活塞，轉拴式槍栓運作的半自動步槍，該槍發射俄式7.62×54毫米槍彈（取代了塞爾維亞軍隊過往使用的8毫米毛瑟彈），並以10發容量的彈匣供彈。不但如此，它還具有與SVD相似的連握把式槍托、消焰器、機匣以及槍栓。由此可見，其設計概念與SVD有著一定的相似之處，但在內部結構方面此槍則像是以卡拉什尼科夫自動步槍作基礎放大而成，並非SVD的仿制品，較類似於扎斯塔瓦M76。
另外，扎斯塔瓦M91的標準瞄準鏡為ON-M91 6×42倍，可透過機匣左邊的華沙條約導軌安裝，除了標準瞄準鏡外也能對應其他的瞄準鏡及夜視鏡。用戶也可以輕易地把瞄準鏡從導軌上拆除及重新裝上。
若瞄準鏡在戰鬥中被毀，槍上附有的備用機械瞄具以及可調式表尺能作應急之用。

## 使用國
- 伊拉克库尔德斯坦
- 科索沃
- 利比亞
- 蒙特內哥羅
- 塞族共和國
- 塞爾維亞
- 叙利亚

### 前使用國
- 南斯拉夫联盟共和国

## 另見
- SVD
- 扎斯塔瓦M76
- PSL

## 外部連結
- 扎斯塔瓦武器官網
- Zastava M91